# 楽映舎
有限会社楽映舎（らくえいしゃ）は、主に映画、テレビドラマなど映像コンテンツの企画・製作・配給などを行う日本の映画会社である。

## 所在地
- 東京本社 : 東京都渋谷区桜丘町16-3
- 京都支社 : 京都市左京区岩倉上蔵町267-59

## 制作作品

### 映画
- 岸和田少年野球団
- 殺し屋1
- SABU 〜さぶ〜
- D.O.A. FINAL
- 新仁義の墓場
- 許されざる者
- 地球で最後のふたり
- イツカ波ノ彼方ニ
- 嗤う伊右衛門
- 極道恐怖大劇場 牛頭
- IZO
- 龍が如く 劇場版
- Waiting for the Sun-天気待ち-
- 落語娘
- JOHNEN定の愛
- ホームレス中学生
- 十三人の刺客
- クロサワ映画
- プリンセス トヨトミ
- 忍たま乱太郎
- 一命
- 逆転裁判
- 土竜の唄 潜入捜査官REIJI
- 劇場版 カードファイト!! ヴァンガード 3つのゲーム
- 映画 妖怪ウォッチ 空飛ぶクジラとダブル世界の大冒険だニャン!
- 無限の住人
- ジョジョの奇妙な冒険 ダイヤモンドは砕けない 第一章
- ラプラスの魔女（制作協力）
- ウスケボーイズ
- ごっこ
- 劇場版ひみつ×戦士 ファントミラージュ！～映画になってちょうだいします～（制作協力）
- みをつくし料理帖

### テレビドラマ
- QP
- ミナミの帝王シリーズ
- 戦国自衛隊・関ヶ原の戦い
- 僕の島/彼女のサンゴ
- ケータイ捜査官7
- STAND UP!ヴァンガード
- 好好!キョンシーガール〜東京電視台戦記〜
- 怪奇恋愛作戦
- ガールズ×戦士シリーズ

## 製作作品
- saru phase three
- FM89.3MHz
- 無認可保育園 歌舞伎町ひよこ組!
- ガチバン
- 春色のスープ